# Facule de Memphis
Memphis Facula
Pour les articles homonymes, voir Memphis.
La facule de Memphis (désignation internationale : Memphis Facula) est une facule de 361 km de diamètre située sur Ganymède. Elle a été nommée en référence à Memphis, ancienne capitale du royaume de Basse-Égypte.
Elle a donné son nom au quadrangle de Memphis facula référencé Jg-7.